# Palythoa brasiliensis
Palythoa brasiliensis is een Zoanthideasoort uit de familie van de Sphenopidae. De wetenschappelijke naam van de soort is voor het eerst geldig gepubliceerd in 1899 door Heider.